# Majadas
Majadas (extremadurai nyelven Majás település Spanyolországban, Cáceres tartományban. Majadas Jaraíz de la Vera, Casatejada, Toril, Tejeda de Tiétar és Pasarón de la Vera községekkel határos. Lakosainak száma 1267 fő (2024).

## Népesség
A település népessége az elmúlt években az alábbi módon változott:
| Lakosok száma | 1248 | 1311 | 1291 | 1297 | 1352 | 1321 | 1341 | 1323 | 1345 | 1267 |
|               | 2001 | 2004 | 2006 | 2009 | 2011 | 2014 | 2016 | 2019 | 2021 | 2024 |